# Áreas protegidas de Filipinas

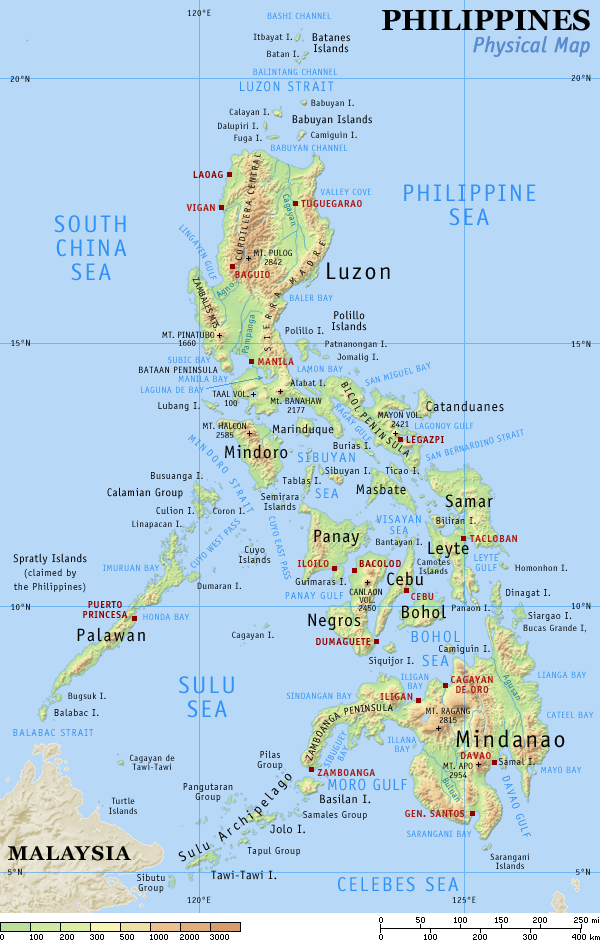
Mapa del archipiélago de Filipinas

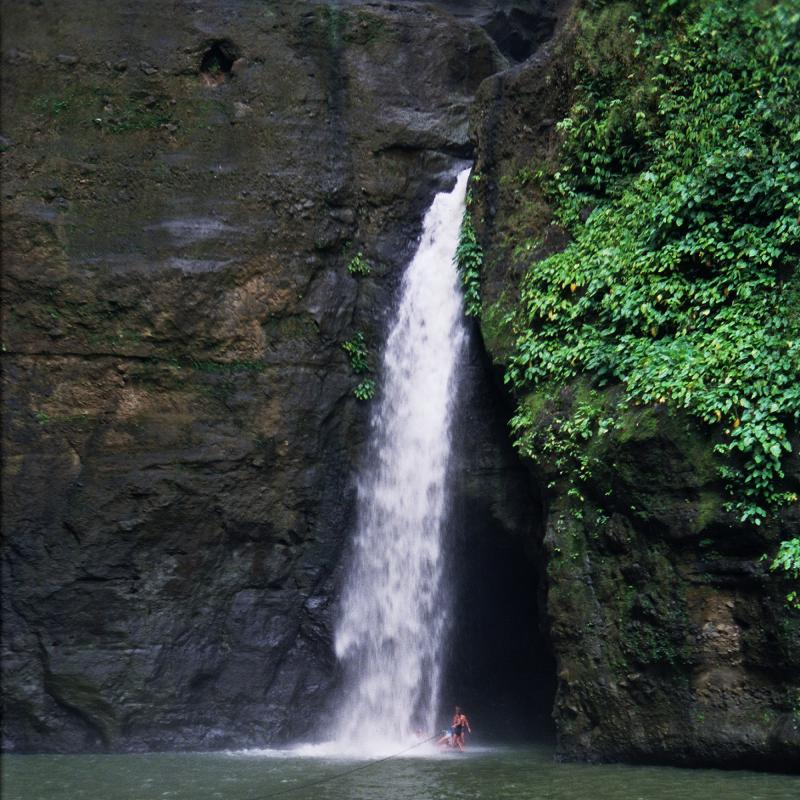
Cascada en el Parque nacional Pagsanjan Gorge.

En Filipinas hay 559 áreas protegidas, que cubren un total de 45.762 km², el 15,32% del territorio, y 21.269 km² de áreas marinas, el 1,16% del total de 1.835.028 km² que pertenecen al país. De estas, 60 son cuencas forestales, 28 son parques naturales, 33 son paisajes protegidos, 6 son santuarios y refugios de pesca y 133 son santuarios marinos. Además, hay 2 reservas de la biosfera de la UNESCO, 3 lugares patrimonio de la humanidad y 7 sitios Ramsar. BirdLife International reconoce 117 IBAs, lugares de importancia para las aves, con 593 especies, que cubren 32.300 km², y 10 EBAs, lugares de aves endémicas, con 258 especies endémicas.
El Departamento de Medio Ambiente y Recursos Naturales de Filipinas, responsable de la gestión de la explotación, desarrollo, utilización y conservación de los recursos naturales consideraba, en 2012, 240 áreas protegidas en Filipinas, de las que 35 eran clasificadas como parques nacionales, que en junio de 2018 se ampliaron a 94, en realidad todas las tierras de dominio público designadas por el sistema de áreas protegidas nacionales integrado con el fin de conservar las plantas y animales nativos, sus habitantes asociados y la diversidad cultural.

## Parques nacionales

### Luzón
- Parque nacional Memorial Aurora

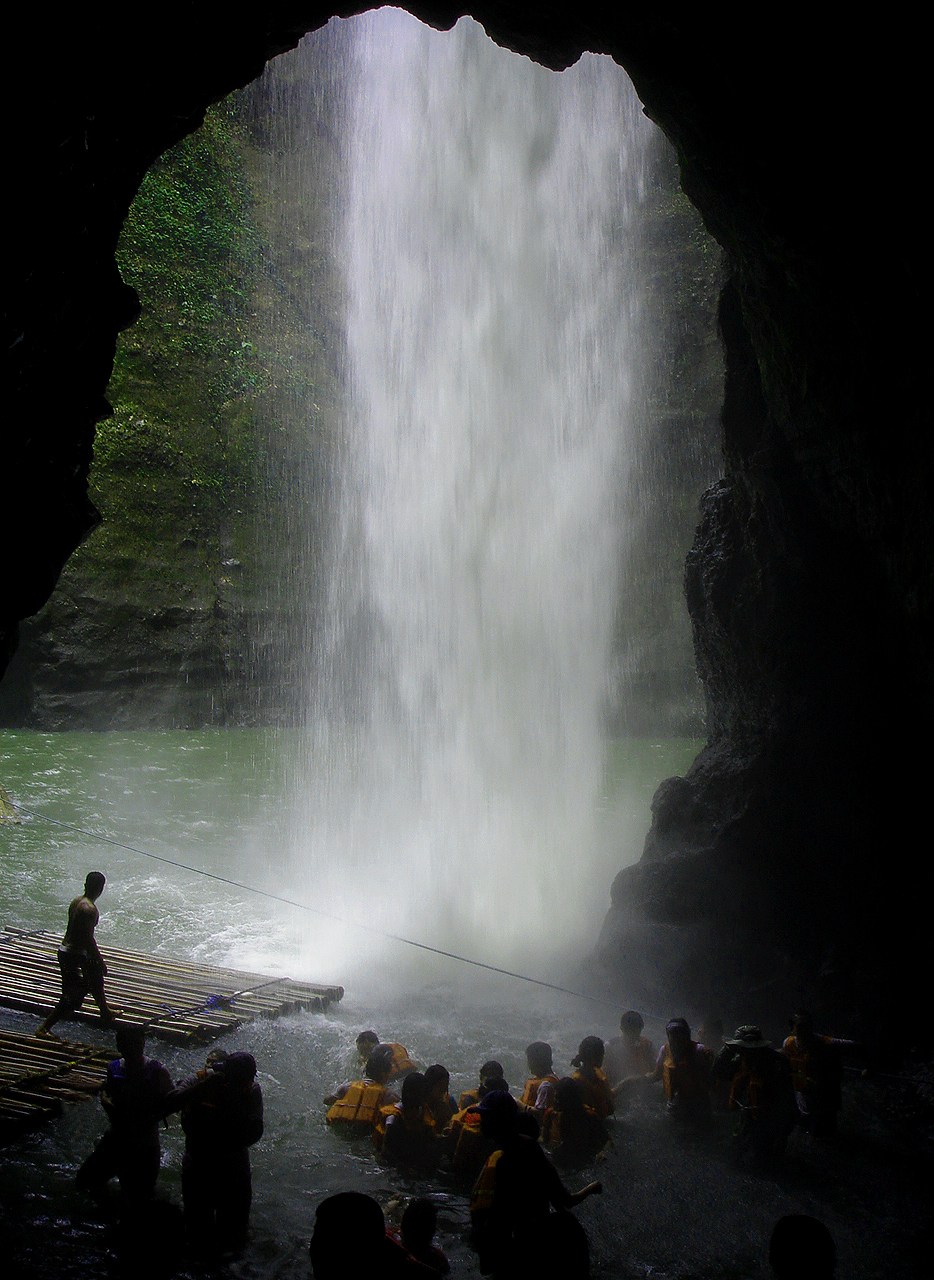
Cataratas Pagsanján, en el Parque nacional de la garganta de Pagsanján.

- Parque nacional de Balbalasang-Balbalan
- Parque nacional del monte Aráyat
- Parque nacional del monte Bulusán
- Parque nacional del monte Banahaw
- Parque nacional de Bataán
- Monte Calavite, 1.521 m, en la isla de Mindoro. Zona protegida de 18.000 ha conocida como Mount Calavite Wildlife Sanctuary, creada como refugio de caza y santuario de aves en 1920 para proteger al endémico tamarao, pequeño búfalo que vive solo en esta isla. En 1925 se declaró parque nacional pero desde 2000 es santuario de la naturaleza.[5]
- Monte Data
- Parque nacional de las Cien Islas
- Parque nacional Montes Iglit-Baco
- Monte Isarog
- Monte Mayón
- Lago Nauján
- Monte Pulag
- Círculo memorial a Quezón
- Volcán Taal
- Monte Tirad, 6.320 ha
- Lago Paoay, al noroeste de Luzón, 3,86 km² y 1 km de longitud con una profundidad media de 6 m. El área protegida, la más profunda, ocupa solo 340 ha. El lago se formó en el cuaternario por la formación de una barra arenosa. Se alimenta de aguas subterráneas y de lluvia. En el lago hay tilapias, siluros y Channa striata. En las laderas crece Leucaena leucocephala, acacias, Gmelina y Lagerstroemia speciosa. Entre las aves, el alción acollarado, el milano brahmán y el ánade filipino.[6]
- Parque nacional de la Garganta de Pagsanján, 152,64 ha. En la provincia de Manila, a 100 km al sudeste de Manila. Protege una serie de gargantas en el río Bumbungan que llevan a las cataratas Pagsanján. Es uno de los parques más antiguos de Filipinas.
- Parque nacional del perímetro de la base naval Olongapo, 0,09 km², en Zambales. Una parcela de tierra que cubre la base naval en la ciudad de Olongapo desde 1968.
- Parque nacional Colina de los Héroes del Norte de Luzón
- Parque nacional Manantiales de Fuyot
- Parque nacional Colina de Cassamata
- Parque nacional de Biak-na-Bato
- Parque nacional Colina de Bangan

### Bisayas
- Parque nacional de Bulabog Putian
- Monte Canlaón
- Lago Dapao

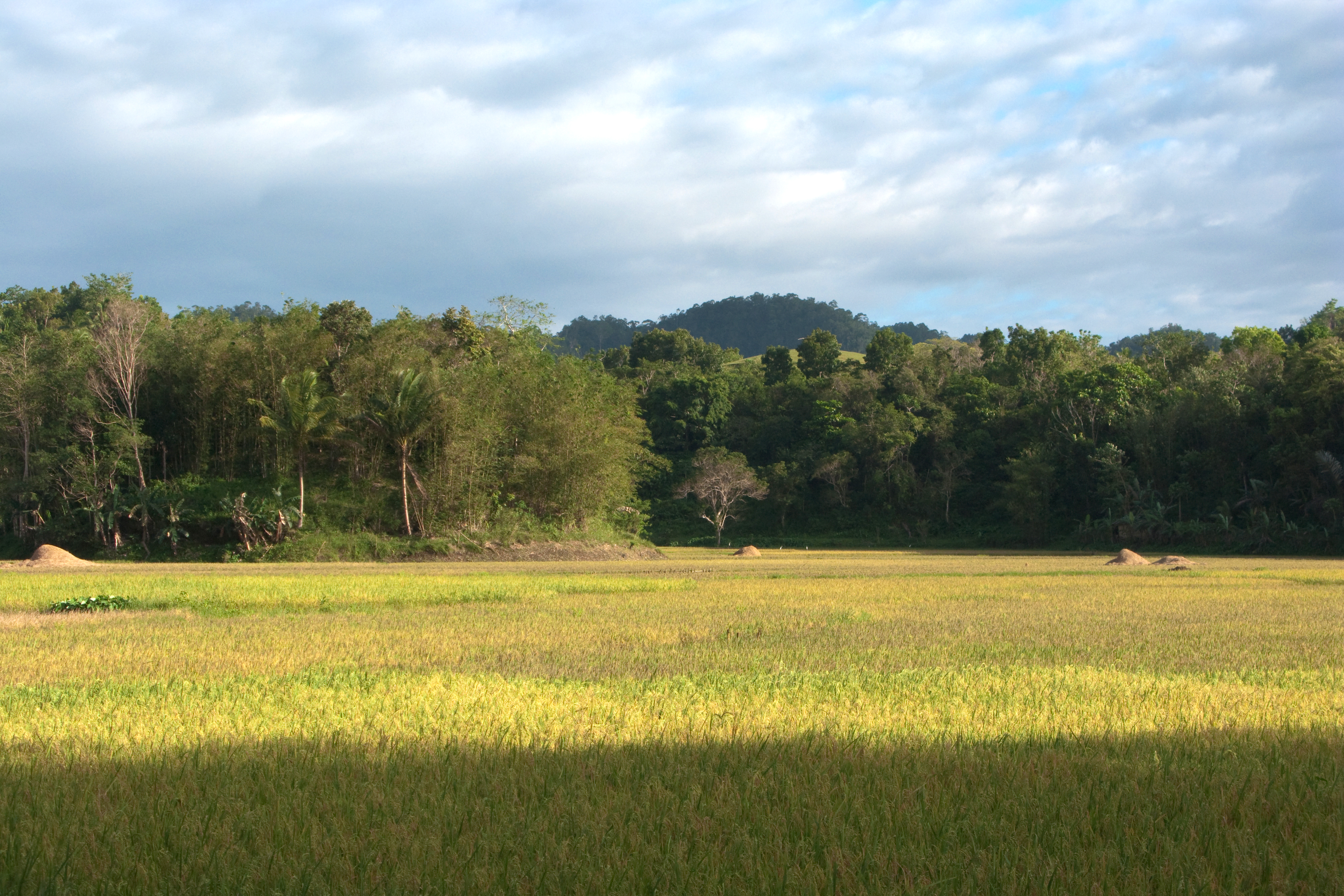
Paisaje protegido de Raja-Sikatuna. Vista de las colinas

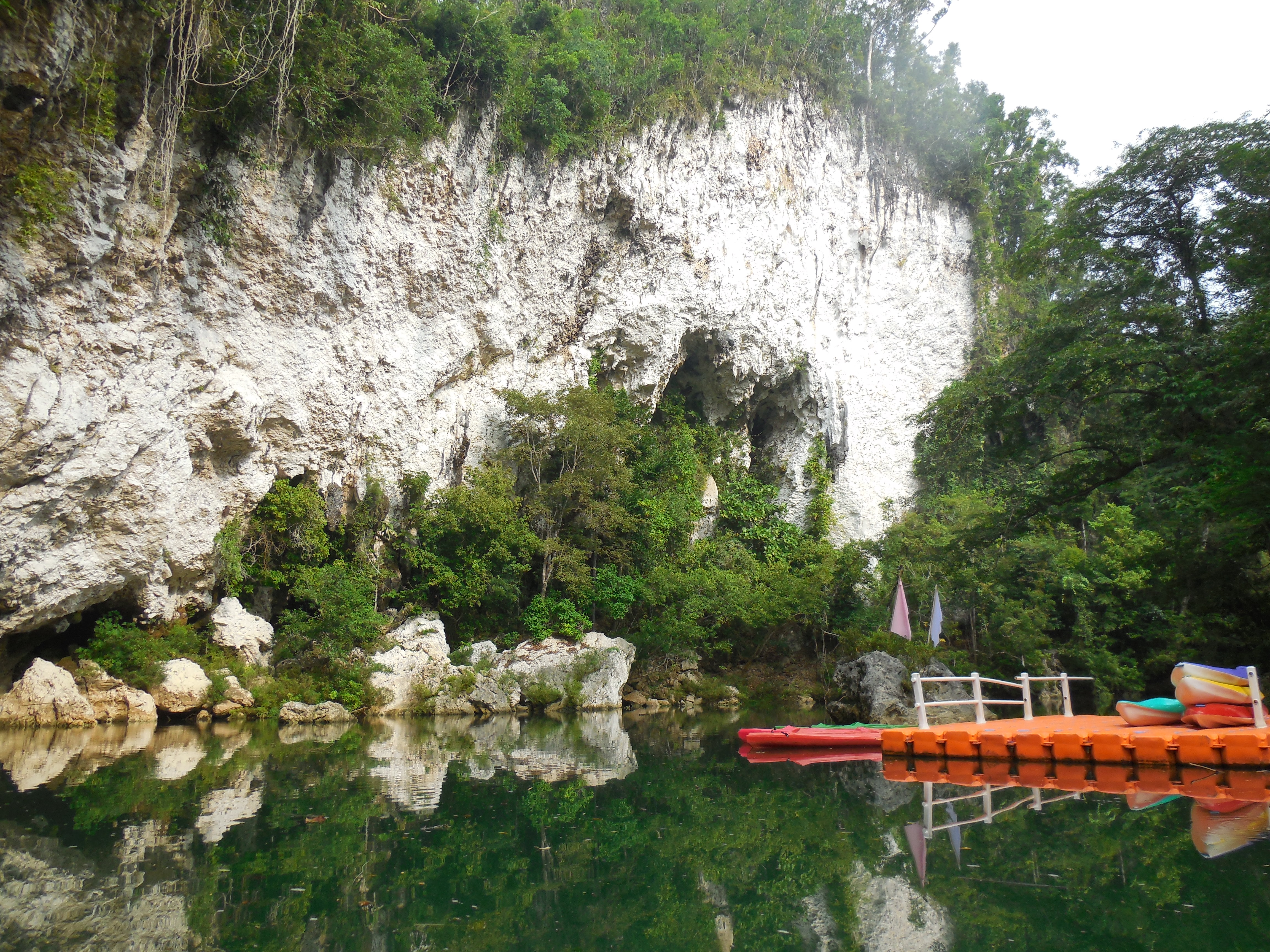
Entrada de la cueva de Panhulugan en el parque natural de Sohoton

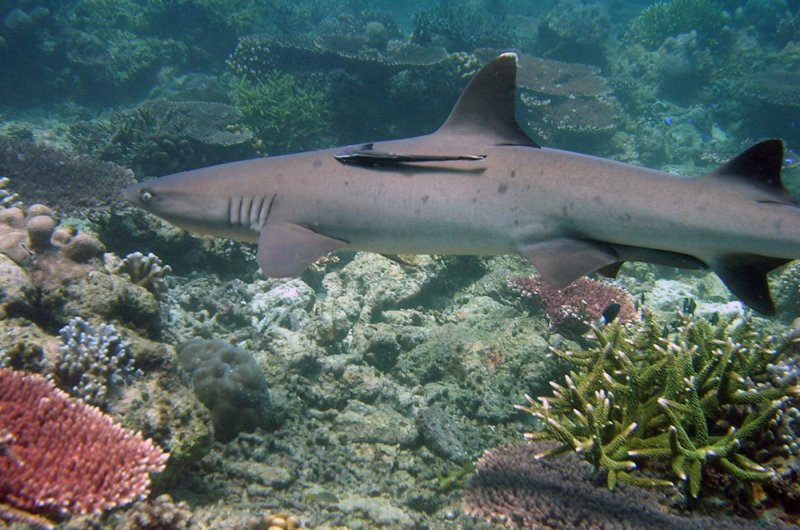
Tiburón en el arrecife de Tubbataha

- Parque nacional del río subterráneo de Puerto Princesa, patrimonio de la humanidad.

- Paisaje protegido de Raja Sikatuna, 90-104 km². Colinas calcáreas cubiertas de bosque primigenio, praderas y manantiales en la isla de Bohol, en la región de Bisayas Centrales. Inicialmente, parque nacional en 1987, con 90 km², fue reconvertido en paisaje protegido con 104 km², justo al sur de las Colinas de Chocolate. Las colinas están rodeadas de bosques de plantación, colinas desnudas y pastizales. Con una elevación media de 400 m, culmina en el pico Bilar, de 510 m. Con más de 30 km de caminos marcados, tiene cuatro manantiales y un centenar de cuevas. Hay unas 120 especies de aves, entre ellas, el carricerín estriado, la cacatúa filipina y el águila-azor filipina. A 40 km al este de Tagbilaran.[7]

- Parque natural de Sohoton. Área protegida de 841 ha y atracción turística dentro del Parque natural de la isla de Sámar, la mayor área protegida de Filipinas, de 3333 km², en la isla de Sámar. En Sohoton hay cuevas, ríos subterráneos, cascadas, formaciones calcáreas, bosques y un puente natural de piedra. En 1935 se estableció como Parque nacional del puente natural de Sohoton, y finalmente Parque de la cueva de Sohoton y el puente natural. El nombre de Sohoton viene del estrecho pasaje que hay en la entrada de la cueva de Panhulugan, la más importante, con dos cámaras principales, a la que se accede desde el Golden River. El puente es una cavidad que atraviesa la roca caliza por la que pasa el río y está cubierto de bosque.[8]

- Refugio de caza y santuario de aves de la isla Ursula, 20 ha. El islote de Ursula se encuentra a unos 20 km de la Punta Brooke, al sur de Palawan, a una hora en barco desde Río Tuba. La vegetación es de bosque bajo, de poco crecimiento. Es muy usada por los pescadores, y posee numerosos senderos que llevan a pozos en el interior y pequeñas chozas de nipa. La fauna es notable por el gran número de dúculas, un tipo de paloma, que vive aquí, incluyendo la amenazada dúcula gris, aunque se aprecia un cierto declive en la población. También se encuentra el raro autillo de Sula, que solo existe aquí y en las islas Sula, de Indonesia. En la costa nidifican muchos pájaros migratorios, especialmente la golondrina de mar.[9]

- Parque marino del Arrecife de Tubbataha, 332 km². Está situada en el centro del mar de Sulú, a 96 millas náuticas al sudeste de Puerto Princesa. Está formado por dos amplios arrecifes poco profundos que incluyen una laguna arenosa. En los límites de la plataforma del arrecife hay paredes empinadas que pueden descender de 15 a 40 metros. Gran parte de la zona está sumergida, con solo unos islotes de arena. Los dos atolones son conocidos como islotes o Arrecifes Norte y Sur. Su forma es una larga y continua plataforma de 4-5 km de anchura y forma oblonga que encierra completamente una laguna arenosa. Su característica más destacada es el islote o Roca Norte, de 1,5 a 2 ha, un cayo de coral plano que sirve para la anidación de aves acuáticas y tortugas marinas. Solo hay habitantes durante la temporada de pesca. En el arrecife sur hay un faro. En ambos hay colonias mezcladas de piqueros y charranes. Se han visto garcetas chinas, así como cachalotes, tortuga verde y tortuga carey.[10]

- Parque nacional de Minalungao
- Parque nacional MacArthur Landing Memorial
- Parque nacional de las Cuevas de Libmanan
- Parque nacional de Kuapnit Balinsasayao
- Parque nacional Fuentes Termales de Guadalupe Mabugnao Mainit
- Península de Caramoan

### Mindanao
- Monte Apo
- Lago Lanao
- Monte Kitanglad
- Monte Malindang
- Parque nacional Rungkunan
- Parque nacional de la Montaña Sagrada
- Parque nacional Salikata
- Parque nacional del Lago Pantuwaraya
- Parque nacional Aguas Termales de Mado
- Parque Rizal
- Parque nacional del Lago Butig

## Sitios Ramsar de Filipinas

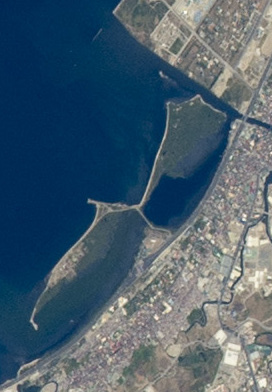
Área de ecoturismo Las Piñas–Parañaque

En Filipinas hay 7 sitios Ramsar que cubren una superficie de 2.440 km².
- Hábitat crítico y área de ecoturismo Las Piñas-Parañaque (LPPCHEA), 175 ha, 14°30′N 120°59′E. Humedal costero en la bahía de Manila, dentro de la metrópolis de Manila, que comprende dos islas cubiertas de manglares, estrechas lagunas y línea costera. Habitan unas 47 especies migratorias, entre ellas la garceta china, y entre las residentes, el ánade filipino y la cigüeñuela común.[12][13]

- Parque nacional del lago Naujan, 145,7 km², 13°10′N 121°11′E

- Parque nacional del río subterráneo Puerto Princesa, 222 km², 10°10′N 118°55′E. Reserva de la biosfera de la Unesco y Patrimonio de la humanidad. En la isla de Palawan, reúne un complejo sistema de cuevas, manglares, bosque tropical húmedo y humedales de agua dulce. Hay unas 800 plantas y 233 especies animales, entre ellas la cacatúa filipina, la tortuga carey y el archibebe moteado, además de unas 15 especies endémicas de aves, entre ellas el faisán de espolones de Palawan y el Megapodius freycinet cumingii. A destacar los 8,2 km del río Cabayugan que fluyen bajo tierra entre estalactitas y estalagmitas.[14][15]

- Área de conservación de los humedales costeros Negros Occidental (NOCWCA), 896 km², 10°16′N 122°46′E. En la provincia de Negros Occidental en las Bisayas Occidentales. Ocupa 110 km de la línea costera, 52 distritos costeros (barangays) y siete municipalidades. Sede de tres tipos de tortugas: la tortuga carey, la tortuga verde y la tortuga oliváceal, así como el delfín del río Irawadi. Hay 72 especies de aves, entre ellas el correlimos grande, el zarapito de Siberia y el archibebe moteado. En los manglares se encuentran ostras, gambas y cangrejos.[16]

- Santuario de la naturaleza de la isla Olango, 58 km², 10°16′N 124°03′E
- Parque marino del Arrecife de Tubbataha, 968 km², 08°57′N 119°52′E
- Santuario de vida silvestre Marisma de Agusan, 148 km², 08°17′N 125°53′E